# Tajasir
Tajasir – wieś w Palestynie, w muhafazie Tubas. Według danych Palestyńskiego Centralnego Biura Statystycznego w 2016 roku liczyła 3311 mieszkańców.